# Edmund Edel
Pour les articles homonymes, voir Edel.
Edmund Albert Edel (1863-1934) est un affichiste, caricaturiste, illustrateur, romancier et réalisateur allemand.

## Biographie

### Jeunesse
Né à Stolp en province de Poméranie), le 10 septembre 1863, Edmund est le fils du psychiatre Karl Edel (1837-1921) qui s'installe à Berlin-Charlottenburg à partir de 1869 et y ouvre un cabinet puis une institution sanitaire, l'« Asyl für Gemütskranke » (asile pour troubles mentaux).
Pour parfaire son éducation, son père l'envoie à Paris en 1884, puis, en 1886, il revient en Allemagne pour s'installer à Munich, bien décidé à devenir un artiste : là, il suit les cours privés du peintre Simon Hollósy, et est reçu à l'Académie des beaux-arts de Munich, dans les classes de Nikolaos Gysis et Gabriel von Hackl. Il termine son cycle en 1890-1891, et se rend de nouveau à Paris pour suivre les cours de l'Académie Julian. Il se lie d'amitié avec Henri de Toulouse-Lautrec, lequel le marque profondément, et lui donne sans doute son goût pour l'affiche artistique. Fin 1891, il est à Bruxelles, et rencontre l'imprimeur et illustrateur belge O. de Rycker qui lui enseigne la technique de la lithographie.
Ses premiers tableaux exposés au début des années 1890 sont qualifiés par la critique de « fantasmagories » et font penser au travail d'Edvard Munch.

### Le graphiste
De retour à Berlin en 1896, Edmund Edle devient caricaturiste pour deux hebdomadaires satiriques, Ulk et Fliegende Blätter. Il commence à se faire un nom. Il produit de nombreuses affiches publicitaires pour le groupe de presse Ullstein-Verlag et le monde du spectacle, mais aussi pour des produits de consommation, tels la liqueur, des cigarettes, des pneus, un extrait de viande et une marque de chaussure polonaise... Le grand historiographe allemand Eduard Fuchs le remarque et souligne la modernité de son travail dans un essai de 1906. En 1901, dans la revue Deutsche Kunst und Dekoration, le critique Max Osborn avait déjà relevé le talent d'affichiste d'Edel. Il travaille auprès de l'imprimeur berlinois Hollerbaum & Schmidt, sous la direction artistique d'Ernest Growald qui réunit d'autres affichistes de talent comme Lucian Bernhard ou Julius Klinger et les met en relation.
Pour le cabaret berlinois Überbrettl fondé par Ernst von Wolzogen, Edel conçoit des costumes très expressifs et assez critiques vis-à-vis de la mode et des habitudes de la bourgeoisie conservatrice : comme les textes étaient souvent censurés par les autorités, décors et costumes permettaient de faire passer le message satirique. Insolent et provocateur, Edel se baptise « le plaisantin berlinois ». Tous ces artistes se retrouvent au Café des Westens.
Il collabore également à d'autres périodiques satiriques tels Narrenschiff fondé en 1898 par Max Osborn pour concurrencer Simplicissimus, ou encore Der Wahre Jacob (1901).

Choix d'affiches lithographiées d'Edmund Edel
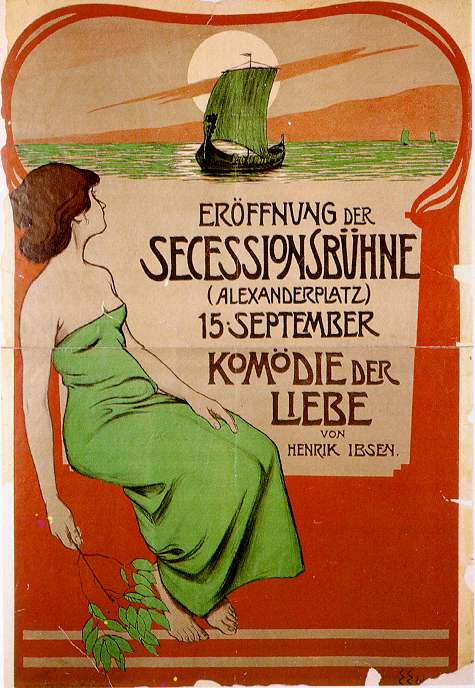
Berliner Secessionsbühne (1900)
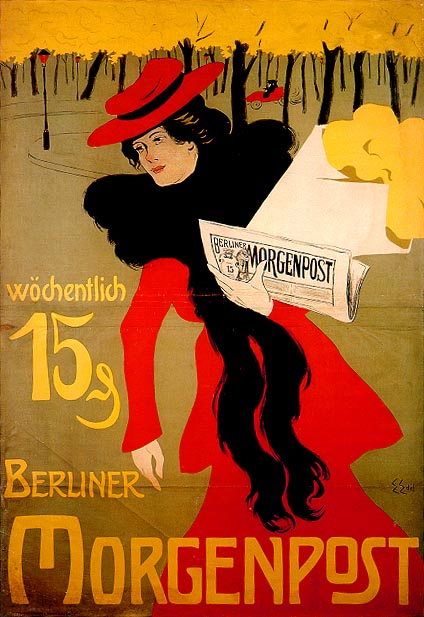
Berliner Morgenpost (1901)
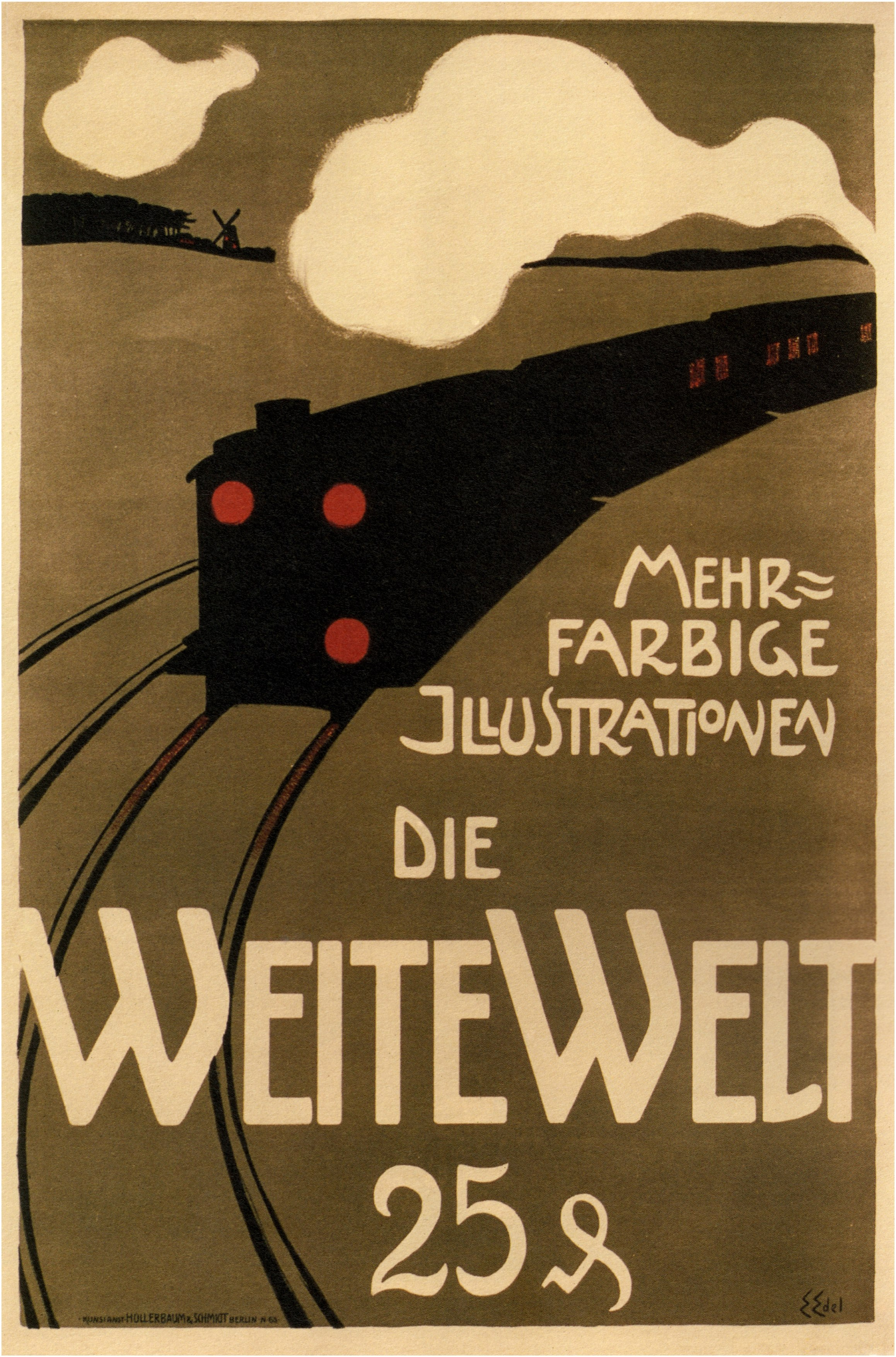
Die Weite Welt (1901)
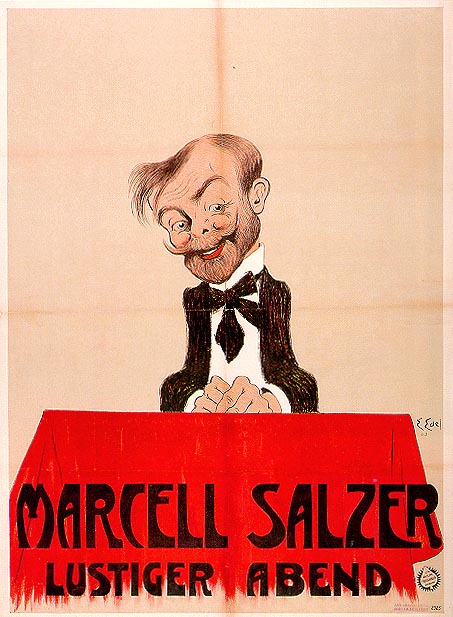
Marcell Salzer. Lustiger Abend (1903)
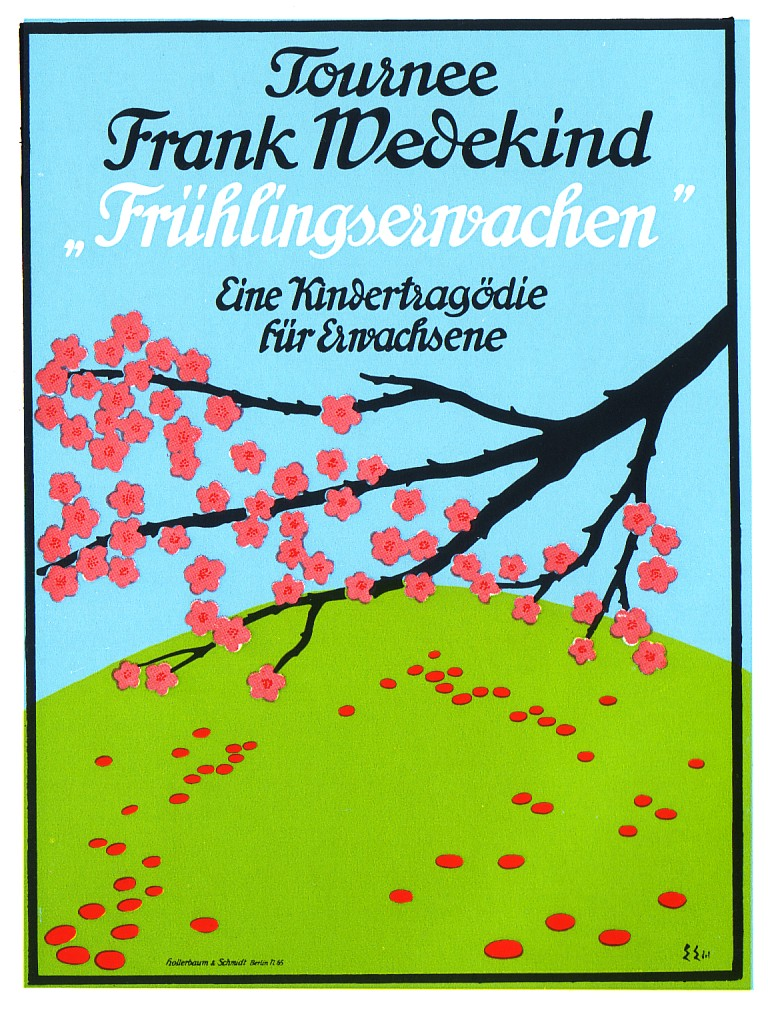
Tournée Frank Wedekinds Frühlingserwachen (1903)
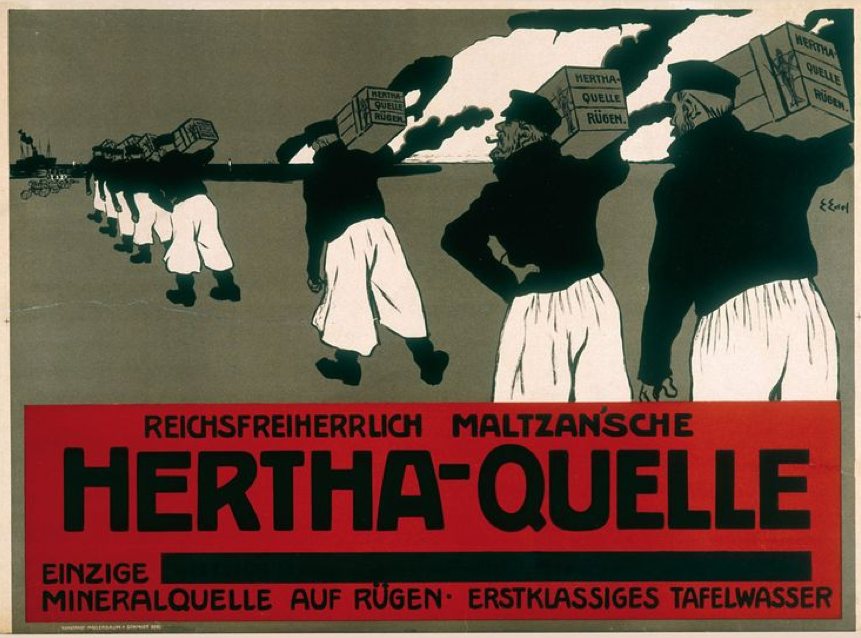
Hertha-Quelle (eau minérale, 1905)
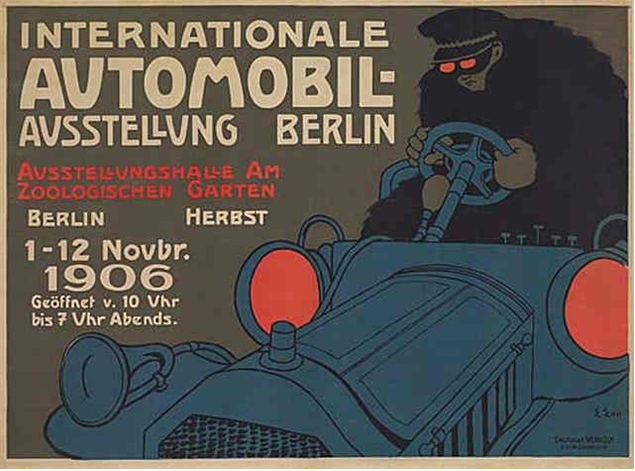
Internationale Automobil-Austellung (1906)
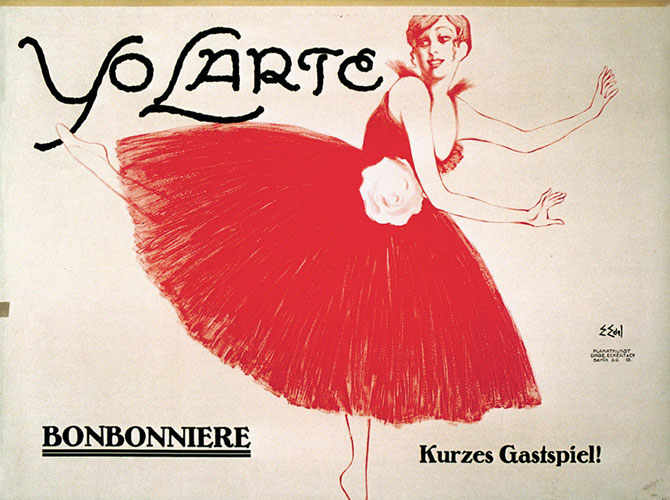
La danseuse Yo Larte (1917)

### Le romancier et le réalisateur
Dès 1903, Edel se retire progressivement de tout travail publicitaire et décide d'embrasser une carrière de romancier. Il produira plus de trente récits à caractère social, très réaliste, mettant en scène la bohème berlinoise, et où l'on compte aussi des scènes de crime.
Durant la Première Guerre mondiale, entre 1916 et 1919, il réalise une petite douzaine de films muets et écrit ou collabore à des scénarios, soit au total, à plus de quarante productions. Son film le plus célèbre reste Die Börsenkönigin (La Reine de la Bourse, 1918), avec Asta Nielsen dans le rôle principal et produit par Neutral-Film.
En 1926, il rédige ses souvenirs pour une revue de cinéma, décrivant l'époque des tournages, une époque pionnière qu'il semble regretter.
En septembre 1933, pour ses soixante-dix ans, une exposition-rétrospective de ses toiles est organisée mais le journal nazi Völkischer Beobachter raille son ascendance juive ; Edel meurt quelques mois plus tard, le 4 mai 1934 à Berlin.
Il est enterré au cimetière berlinois de la Friedhof Heerstraße, mais sa tombe reste introuvable.

## Œuvre

### Principaux romans
- 1909 : Fritz der Zeitgenosse
- 1912 : Poker. Ein Spielerroman
- 1917 : Das Glashaus. Ein Roman aus der Filmwelt
- 1919 : Der Skandal im Viktoria-Klub
- 1920 : Frau Mimis Vergangenheit - Kriminalroman aus den Schieberkreisen
- 1920 : Der Filmgott
- 1928 : Giogolo, der Freund der Frauen

### Filmographie partielle
- 1913 : Tangofieber (de)
- 1916 : Dr. Satansohn (de)
- 1916 : Aus Mangel an Beweisen
- 1917 : Professor Nissens seltsamer Tod (de)
- 1917 : Abenteuer im Warenhaus
- 1917 : Das große Los
- 1917 : Ehestiftung mit Hindernissen
- 1917 : Das unruhige Hotel
- 1918 : Die Börsenkönigin (de)[7]
- 1919 : Frau Hempels Tochter

### Expositions posthumes
- 1994 : Mit Schirm, Charme und Melone : der Plakatkünstler Edmund Edel, 1863-1934, Schloss Rantzaubau de Kiel, du 15 mai au 15 juillet, catalogue de Marina Sauer.